# Trygonoptera
Trygonoptera ist eine Gattung aus der Familie der Rundstechrochen (Urolophidae), die endemisch an den südlichen, südwestlichen und südöstlichen Küsten Australiens vorkommt.

## Merkmale
Trygonoptera-Arten sind eher kleine Rochen mit Maximallängen von 45 bis 80 cm, die in ihrem Äußeren weitgehend den Rochen der Gattung Urolophus ähneln. Die Breite der Körperscheibe entspricht ihrer Länge oder sie ist bis zu 1,3 mal breiter als lang. Augen und Spritzlöcher liegen auf der Rückenseite nah beieinander. Direkt hinter den Spritzlöchern ist die Körperscheibe am breitesten. Die Spitzen der Brustflossen und Bauchflossen sind abgerundet. Die Oberfläche der Rückenseite ist glatt. Die rockförmigen Hautfalten an den Nasenöffnungen, sind vollständig zusammengewachsen und reichen bis zum Maul. Der Schwanz hat etwa die gleiche Länge wie die Körperscheibe und trägt einen auffälligen Stachel. Eine kleine Schwanzflosse ist vorhanden, eine Rückenflosse nur bei wenigen Arten. Ursprünglich wurde die Bezeichnung Trygonoptera für die Rundstechrochen benutzt, die eine Rückenflosse besitzen. Dies erwies sich jedoch als ungeeignet die Gattungen klar voneinander zu trennen und heute werden Skelettmerkmale und die Morphologie der Nasenöffnungen zur Unterscheidung der Gattungen verwendet. Trygonoptera-Arten besitzen an der Seite der Nasenöffnungen einen breiten, flachen, fleischigen Auswuchs, der den Urolophus-Arten fehlt.

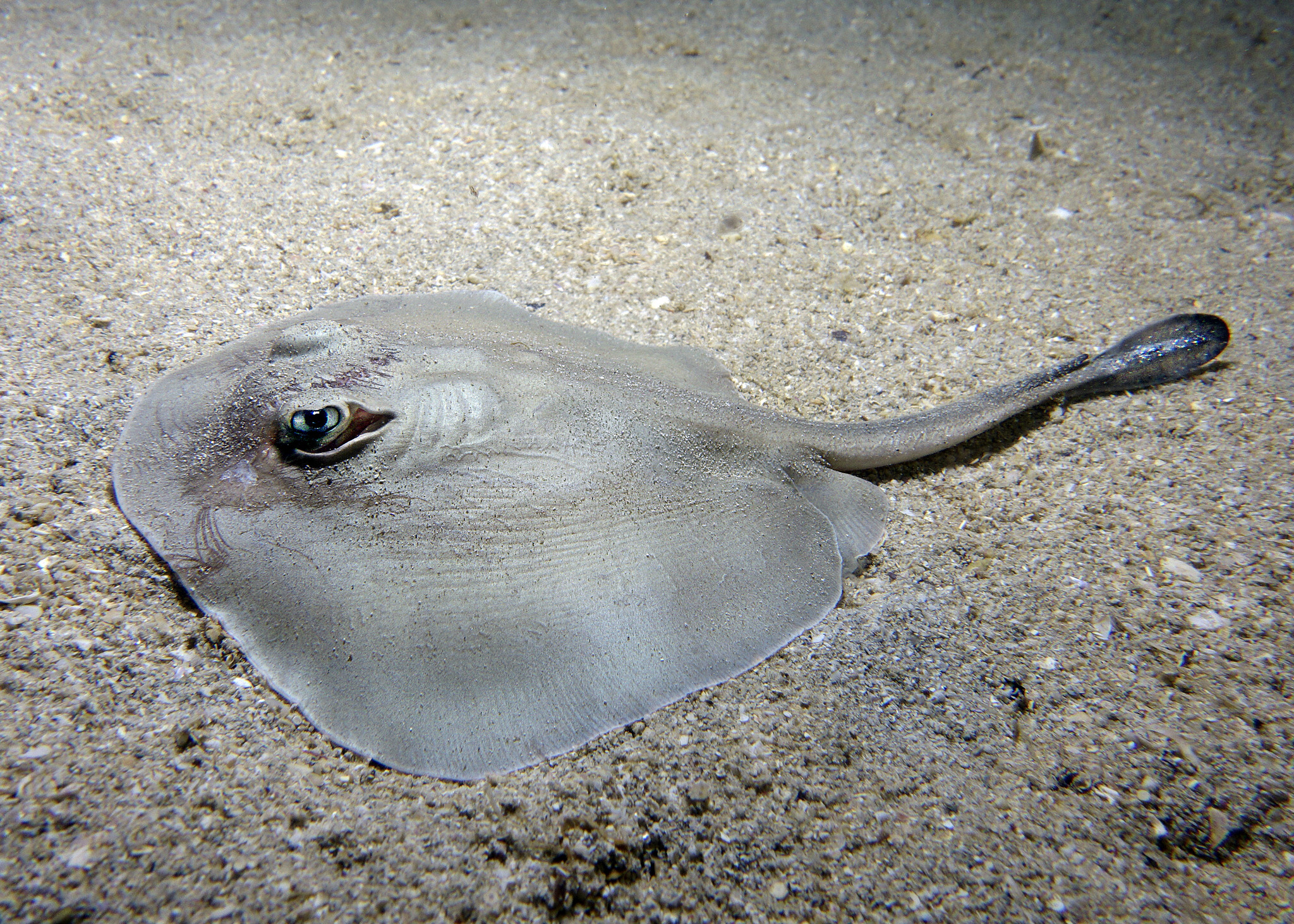
Trygonoptera mucosa

## Arten
Es gibt sechs Arten:
- Trygonoptera galba Last & Yearsley, 2008
- Trygonoptera imitata Yearsley, Last & Gomon, 2008
- Trygonoptera mucosa (Whitley, 1939)
- Trygonoptera ovalis Last & Gomon, 1987
- Trygonoptera personata Last & Gomon, 1987
- Trygonoptera testacea Müller & Henle, 1841

## Systematik
Die Gattung Trygonoptera wurde 1841 zusammen mit der Erstbeschreibung von Trygonoptera testacea, ihrer Typusart eingeführt. Sie wird in die Familie der Rundstechrochen (Urolophidae) gestellt, die aber möglicherweise nicht monophyletisch ist und Trygonoptera die Schwestergattung der Sechskiemen-Stachelrochen (Hexatrygonidae), während Urolophus die Schwestergattung der Tiefwasser-Stachelrochen (Plesiobatidae) ist. In diesem Fall verblieb Urolophus in der Familie Urolophidae, während Trygonoptera eine neue Familienbezeichnung bekäme. Dafür stände die Bezeichnung Trygonopteridae zur Verfügung, abgeleitet von Trygonopterae Müller & Jakob Henle, 1841.